# Vòng loại Giải vô địch bóng đá thế giới 2006 – Khu vực Nam Mỹ
Vòng loại Giải vô địch bóng đá thế giới 2006 – Khu vực Nam Mỹ là một phần của Vòng loại Giải vô địch bóng đá thế giới 2006, được tổ chức nhằm chọn ra các đội bóng đến từ khu vực Nam Mỹ tham dự FIFA World Cup 2006.

## Thể thức
10 đội bóng là thành viên của FIFA và CONMEBOL thi đấu vòng tròn hai lượt sân nhà và sân khách. 4 đội đứng đầu giành quyền tham dự FIFA World Cup 2006, đội đứng thứ năm đá play-off liên lục địa với đại diện đến từ Liên đoàn bóng đá châu Đại Dương (OFC).
Lần đầu tiên, đội đương kim vô địch FIFA World Cup (Brasil) phải tham dự vòng loại mà không được vào thẳng như trước đây.

## Bảng xếp hạng
| VT | Đội       | ST | T  | H | B  | BT | BB | HS  | Đ  | Giành quyền tham dự   |     |     |     |     |     |     |     |     |     |     |     |
| -- | --------- | -- | -- | - | -- | -- | -- | --- | -- | --------------------- | --- | --- | --- | --- | --- | --- | --- | --- | --- | --- | --- |
| 1  | Brasil    | 18 | 9  | 7 | 2  | 35 | 17 | +18 | 34 | FIFA World Cup 2006   |     |     | 3–1 | 1–0 | 4–1 | 3–3 | 0–0 | 5–0 | 3–0 | 1–0 | 3–1 |
| 2  | Argentina | 18 | 10 | 4 | 4  | 29 | 17 | +12 | 34 | FIFA World Cup 2006   |     | 3–1 |     | 1–0 | 0–0 | 4–2 | 1–0 | 2–2 | 3–2 | 2–0 | 3–0 |
| 3  | Ecuador   | 18 | 8  | 4 | 6  | 23 | 19 | +4  | 28 | FIFA World Cup 2006   |     | 1–0 | 2–0 |     | 1–0 | 0–0 | 2–1 | 2–0 | 2–0 | 0–0 | 3–2 |
| 4  | Paraguay  | 18 | 8  | 4 | 6  | 23 | 23 | 0   | 28 | FIFA World Cup 2006   |     | 0–0 | 1–0 | 2–1 |     | 4–1 | 0–1 | 2–1 | 1–0 | 1–1 | 4–1 |
| 5  | Uruguay   | 18 | 6  | 7 | 5  | 23 | 28 | −5  | 25 | Play-off liên lục địa |     | 1–1 | 1–0 | 1–0 | 1–0 |     | 3–2 | 2–1 | 0–3 | 1–3 | 5–0 |
| 6  | Colombia  | 18 | 6  | 6 | 6  | 24 | 16 | +8  | 24 |                       |     | 1–2 | 1–1 | 3–0 | 1–1 | 5–0 |     | 1–1 | 0–1 | 4–1 | 2–1 |
| 7  | Chile     | 18 | 5  | 7 | 6  | 18 | 22 | −4  | 22 |                       | 1–1 | 0–0 | 0–0 | 0–1 | 1–1 | 0–0 |     | 2–1 | 2–1 | 3–1 |     |
| 8  | Venezuela | 18 | 5  | 3 | 10 | 20 | 28 | −8  | 18 |                       | 2–5 | 0–3 | 3–1 | 0–1 | 1–1 | 0–0 | 0–1 |     | 4–1 | 2–1 |     |
| 9  | Perú      | 18 | 4  | 6 | 8  | 20 | 28 | −8  | 18 |                       | 1–1 | 1–3 | 2–2 | 4–1 | 0–0 | 0–2 | 2–1 | 0–0 |     | 4–1 |     |
| 10 | Bolivia   | 18 | 4  | 2 | 12 | 20 | 37 | −17 | 14 |                       | 1–1 | 1–2 | 1–2 | 2–1 | 0–0 | 4–0 | 0–2 | 3–1 | 1–0 |     |     |

- Brasil[2], Argentina[3], Ecuador và Paraguay đủ điều kiện tham dự FIFA World Cup 2006.[4]
- Uruguay lọt vào vòng play-off liên lục địa.

## Kết quả

### Vòng 1
| Ecuador                      | 2–0    | Venezuela |
| ---------------------------- | ------ | --------- |
| Espinoza 5' · C. Tenorio 72' | Report |           |

| Argentina                   | 2–2    | Chile                     |
| --------------------------- | ------ | ------------------------- |
| C. Gonzalez 32' · Aimar 35' | Report | Mirosević 60' · Navia 77' |

| Perú                                             | 4–1    | Paraguay    |
| ------------------------------------------------ | ------ | ----------- |
| Solano 34' · Mendoza 42' · Soto 83' · Farfán 90' | Report | Gamarra 24' |

| Uruguay                                                   | 5–0    | Bolivia |
| --------------------------------------------------------- | ------ | ------- |
| Forlan 18' · Chevantón 40', 61' · Abeijon 83' · Bueno 88' | Report |         |

| Colombia  | 1–2    | Brasil                 |
| --------- | ------ | ---------------------- |
| Ángel 38' | Report | Ronaldo 22' · Kaká 60' |

### Vòng 2
| Venezuela | 0–3    | Argentina                           |
| --------- | ------ | ----------------------------------- |
|           | Report | Aimar 7' · Crespo 25' · Delgado 32' |

| Chile                        | 2–1    | Perú        |
| ---------------------------- | ------ | ----------- |
| Pinilla 35' · Norambuena 70' | Report | Mendoza 57' |

| Bolivia                                       | 4–0    | Colombia |
| --------------------------------------------- | ------ | -------- |
| Baldivieso 11' (ph.đ.) · Botero 27', 49', 59' | Report |          |

| Paraguay                            | 4–1    | Uruguay       |
| ----------------------------------- | ------ | ------------- |
| Cardozo 26', 58', 72' · Paredes 53' | Report | Chevantón 24' |

| Brasil         | 1–0    | Ecuador |
| -------------- | ------ | ------- |
| Ronaldinho 13' | Report |         |

### Vòng 3
| Uruguay                    | 2–1    | Chile        |
| -------------------------- | ------ | ------------ |
| Chevantón 31' · Romero 49' | Report | Meléndez 21' |

| Colombia | 0–1    | Venezuela |
| -------- | ------ | --------- |
|          | Report | Arango 9' |

| Paraguay                     | 2–1    | Ecuador    |
| ---------------------------- | ------ | ---------- |
| Santa Cruz 29' · Cardozo 75' | Report | Méndez 58' |

| Argentina                                 | 3–0    | Bolivia |
| ----------------------------------------- | ------ | ------- |
| D'Alessandro 56' · Crespo 61' · Aimar 63' | Report |         |

| Perú       | 1–1    | Brasil              |
| ---------- | ------ | ------------------- |
| Solano 57' | Report | Rivaldo 20' (ph.đ.) |

### Vòng 4
| Venezuela              | 2–1    | Bolivia    |
| ---------------------- | ------ | ---------- |
| Rey 90' · Arango 90+2' | Report | Botero 60' |

| Chile | 0–1    | Paraguay    |
| ----- | ------ | ----------- |
|       | Report | Paredes 30' |

| Ecuador | 0–0    | Perú |
| ------- | ------ | ---- |
|         | Report |      |

| Colombia  | 1–1    | Argentina  |
| --------- | ------ | ---------- |
| Ángel 47' | Report | Crespo 27' |

| Brasil                      | 3–3    | Uruguay                                     |
| --------------------------- | ------ | ------------------------------------------- |
| Kaká 20' · Ronaldo 28', 87' | Report | Forlán 57', 76' · Gilberto Silva 78' (l.n.) |

### Vòng 5
| Bolivia | 0–2    | Chile                            |
| ------- | ------ | -------------------------------- |
|         | Report | Villarroel 37' · M. González 59' |

| Argentina  | 1–0    | Ecuador |
| ---------- | ------ | ------- |
| Crespo 60' | Report |         |

| Uruguay | 0–3    | Venezuela                                   |
| ------- | ------ | ------------------------------------------- |
|         | Report | Urdaneta 19' · H. González 67' · Arango 77' |

| Perú | 0–2    | Colombia                  |
| ---- | ------ | ------------------------- |
|      | Report | Grisales 30' · Oviedo 42' |

| Paraguay | 0–0    | Brasil |
| -------- | ------ | ------ |
|          | Report |        |

### Vòng 6
| Bolivia                   | 2–1    | Paraguay    |
| ------------------------- | ------ | ----------- |
| Cristaldo 8' · Suárez 72' | Report | Cardozo 33' |

| Venezuela | 0–1    | Chile       |
| --------- | ------ | ----------- |
|           | Report | Pinilla 83' |

| Uruguay    | 1–3    | Perú                                  |
| ---------- | ------ | ------------------------------------- |
| Forlán 72' | Report | Solano 13' · Pizarro 18' · Farfán 61' |

| Ecuador                | 2–1    | Colombia   |
| ---------------------- | ------ | ---------- |
| Delgado 3' · Salas 66' | Report | Oviedo 57' |

| Brasil                                          | 3–1    | Argentina |
| ----------------------------------------------- | ------ | --------- |
| Ronaldo 16' (ph.đ.), 67' (ph.đ.), 90+6' (ph.đ.) | Report | Sorín 79' |

### Vòng 7
| Ecuador                                         | 3–2    | Bolivia                      |
| ----------------------------------------------- | ------ | ---------------------------- |
| Soliz 27' (l.n.) · Delgado 32' · de la Cruz 38' | Report | Gutiérrez 57' · Castillo 74' |

| Perú | 0–0    | Venezuela |
| ---- | ------ | --------- |
|      | Report |           |

| Argentina | 0–0    | Paraguay |
| --------- | ------ | -------- |
|           | Report |          |

| Colombia                                                   | 5–0    | Uruguay |
| ---------------------------------------------------------- | ------ | ------- |
| Pacheco 17', 31' · Moreno 20' · Restrepo 81' · Herrera 86' | Report |         |

| Chile             | 1–1    | Brasil           |
| ----------------- | ------ | ---------------- |
| Navia 89' (ph.đ.) | Report | Luís Fabiano 16' |

### Vòng 8
| Perú     | 1–3    | Argentina                                 |
| -------- | ------ | ----------------------------------------- |
| Soto 62' | Report | Rosales 14' · Coloccini 66' · Sorín 90+2' |

| Uruguay   | 1–0    | Ecuador |
| --------- | ------ | ------- |
| Bueno 57' | Report |         |

| Brasil                                            | 3–1    | Bolivia       |
| ------------------------------------------------- | ------ | ------------- |
| Ronaldo 1' · Ronaldinho 12' (ph.đ.) · Adriano 44' | Report | Cristaldo 48' |

| Paraguay    | 1–0    | Venezuela |
| ----------- | ------ | --------- |
| Gamarra 52' | Report |           |

| Chile | 0–0    | Colombia |
| ----- | ------ | -------- |
|       | Report |          |

### Vòng 9
| Argentina                                     | 4–2    | Uruguay                                  |
| --------------------------------------------- | ------ | ---------------------------------------- |
| González 6' · Figueroa 32', 54' · Zanetti 44' | Report | C. Rodríguez 63' · Chevantón 86' (ph.đ.) |

| Bolivia    | 1–0    | Perú |
| ---------- | ------ | ---- |
| Botero 56' | Report |      |

| Colombia     | 1–1    | Paraguay    |
| ------------ | ------ | ----------- |
| Grisales 17' | Report | Gavilán 77' |

| Venezuela      | 2–5    | Brasil                                        |
| -------------- | ------ | --------------------------------------------- |
| Morán 79', 90' | Report | Kaká 5', 34' · Ronaldo 48', 50' · Adriano 75' |

| Ecuador                   | 2–0    | Chile |
| ------------------------- | ------ | ----- |
| Kaviedes 49' · Méndez 64' | Report |       |

### Vòng 10
| Bolivia | 0–0    | Uruguay |
| ------- | ------ | ------- |
|         | Report |         |

| Paraguay    | 1–1    | Perú               |
| ----------- | ------ | ------------------ |
| Paredes 13' | Report | Solano 74' (ph.đ.) |

| Chile | 0–0    | Argentina |
| ----- | ------ | --------- |
|       | Report |           |

| Brasil | 0–0    | Colombia |
| ------ | ------ | -------- |
|        | Report |          |

| Venezuela                             | 3–1    | Ecuador              |
| ------------------------------------- | ------ | -------------------- |
| Urdaneta 20' (ph.đ.) · Morán 72', 80' | Report | M. Ayoví 41' (ph.đ.) |

### Vòng 11
| Ecuador    | 1–0    | Brasil |
| ---------- | ------ | ------ |
| Méndez 77' | Report |        |

| Colombia  | 1–0    | Bolivia |
| --------- | ------ | ------- |
| Yepes 18' | Report |         |

| Perú                      | 2–1    | Chile             |
| ------------------------- | ------ | ----------------- |
| Farfán 56' · Guerrero 85' | Report | S. González 90+1' |

| Uruguay     | 1–0    | Paraguay |
| ----------- | ------ | -------- |
| Montero 78' | Report |          |

| Argentina                                    | 3–2    | Venezuela              |
| -------------------------------------------- | ------ | ---------------------- |
| Rey 3' (l.n.) · Riquelme 45+1' · Saviola 65' | Report | Morán 31' · Vielma 72' |

### Vòng 12
| Bolivia      | 1–2    | Argentina                   |
| ------------ | ------ | --------------------------- |
| Castillo 49' | Report | Figueroa 57' · Galletti 63' |

| Venezuela | 0–0    | Colombia |
| --------- | ------ | -------- |
|           | Report |          |

| Chile         | 1–1    | Uruguay     |
| ------------- | ------ | ----------- |
| Mirosević 47' | Report | Regueiro 4' |

| Brasil   | 1–0    | Perú |
| -------- | ------ | ---- |
| Kaká 74' | Report |      |

| Ecuador                                                      | 5–2    | Paraguay                          |
| ------------------------------------------------------------ | ------ | --------------------------------- |
| Valencia 32', 49' · Méndez 45+2', 47' · M. Ayoví 77' (ph.đ.) | Report | Cardozo 10' (ph.đ.) · Cabañas 14' |

### Vòng 13
| Bolivia                                     | 3–1    | Venezuela     |
| ------------------------------------------- | ------ | ------------- |
| Cichero 2' (l.n.) · Castillo 25' · Vaca 84' | Report | Maldonado 71' |

| Paraguay                   | 2–1    | Chile       |
| -------------------------- | ------ | ----------- |
| Morínigo 37' · Cardozo 59' | Report | Pinilla 72' |

| Argentina  | 1–0    | Colombia |
| ---------- | ------ | -------- |
| Crespo 65' | Report |          |

| Perú                     | 2–2    | Ecuador                      |
| ------------------------ | ------ | ---------------------------- |
| Guerrero 1' · Farfán 58' | Report | de la Cruz 4' · Valencia 45' |

| Uruguay    | 1–1    | Brasil      |
| ---------- | ------ | ----------- |
| Forlán 48' | Report | Emerson 67' |

### Vòng 14
| Colombia                                                          | 5–0    | Perú |
| ----------------------------------------------------------------- | ------ | ---- |
| L.G. Rey 29' · Soto 55' · Ángel 58' · Restrepo 75' · E. Perea 78' | Report |      |

| Ecuador                | 2–0    | Argentina |
| ---------------------- | ------ | --------- |
| Lara 53' · Delgado 89' | Report |           |

| Venezuela     | 1–1    | Uruguay   |
| ------------- | ------ | --------- |
| Maldonado 74' | Report | Forlán 2' |

| Chile                       | 3–1    | Bolivia              |
| --------------------------- | ------ | -------------------- |
| Fuentes 8', 34' · Salas 66' | Report | Castillo 83' (ph.đ.) |

| Brasil                                                             | 4–1    | Paraguay       |
| ------------------------------------------------------------------ | ------ | -------------- |
| Ronaldinho 32' (ph.đ.), 41' (ph.đ.) · Zé Roberto 70' · Robinho 82' | Report | Santa Cruz 72' |

### Vòng 15
| Perú | 0–0    | Uruguay |
| ---- | ------ | ------- |
|      | Report |         |

| Colombia                    | 3–0    | Ecuador |
| --------------------------- | ------ | ------- |
| Moreno 5', 9' · Arzuaga 70' | Report |         |

| Chile            | 2–1    | Venezuela |
| ---------------- | ------ | --------- |
| Jiménez 31', 60' | Report | Morán 82' |

| Paraguay                                                 | 4–1    | Bolivia     |
| -------------------------------------------------------- | ------ | ----------- |
| Gamarra 17' · Santa Cruz 45+1' · Cáceres 54' · Núñez 68' | Report | Galindo 30' |

| Argentina                     | 3–1    | Brasil             |
| ----------------------------- | ------ | ------------------ |
| Crespo 3', 40' · Riquelme 18' | Report | Roberto Carlos 71' |

### Vòng 16
| Bolivia  | 1–2    | Ecuador         |
| -------- | ------ | --------------- |
| Vaca 41' | Report | Delgado 8', 49' |

| Paraguay       | 1–0    | Argentina |
| -------------- | ------ | --------- |
| Santa Cruz 14' | Report |           |

| Venezuela                                       | 4–1    | Perú       |
| ----------------------------------------------- | ------ | ---------- |
| Maldonado 17' · Arango 68' · Torrealba 73', 79' | Report | Farfán 63' |

| Brasil                                           | 5–0    | Chile |
| ------------------------------------------------ | ------ | ----- |
| Juan 11' · Robinho 21' · Adriano 27', 29', 90+3' | Report |       |

| Uruguay                | 3–2    | Colombia             |
| ---------------------- | ------ | -------------------- |
| Zalayeta 42', 51', 86' | Report | Soto 79' · Ángel 82' |

### Vòng 17
| Ecuador | 0–0    | Uruguay |
| ------- | ------ | ------- |
|         | Report |         |

| Colombia | 1–1    | Chile     |
| -------- | ------ | --------- |
| Rey 24'  | Report | Rojas 64' |

| Venezuela | 0–1    | Paraguay   |
| --------- | ------ | ---------- |
|           | Report | Valdez 64' |

| Bolivia      | 1–1    | Brasil      |
| ------------ | ------ | ----------- |
| Castillo 49' | Report | Juninho 25' |

| Argentina                                     | 2–0    | Perú |
| --------------------------------------------- | ------ | ---- |
| Riquelme 81' (ph.đ.) · Guadalupe 90+2' (l.n.) | Report |      |

### Vòng 18
| Perú                                          | 4–1    | Bolivia       |
| --------------------------------------------- | ------ | ------------- |
| Vassallo 11' · Acasiete 38' · Farfán 45', 82' | Report | Gutiérrez 66' |

| Paraguay | 0–1    | Colombia |
| -------- | ------ | -------- |
|          | Report | Rey 7'   |

| Brasil                                         | 3–0    | Venezuela |
| ---------------------------------------------- | ------ | --------- |
| Adriano 28' · Ronaldo 51' · Roberto Carlos 61' | Report |           |

| Chile | 0–0    | Ecuador |
| ----- | ------ | ------- |
|       | Report |         |

| Uruguay    | 1–0    | Argentina |
| ---------- | ------ | --------- |
| Recoba 46' | Report |           |

## Vòng play-off liên lục địa
Đội đứng thứ năm (Uruguay) gặp đội thắng ở khu vực châu Đại Dương (Úc) ở hai lượt trận sân nhà và sân khách. Đội thắng chung cuộc sẽ giành quyền tham dự FIFA World Cup 2006.

## Các đội vượt qua vòng loại
Dưới đây là danh sách 4 đội bóng Nam Mỹ giành quyền tham dự FIFA World Cup 2006.
| Đội       | Tư cách   | Ngày vượt qua       | Lần tham dự FIFA World Cup1                                                                                        |
| --------- | --------- | ------------------- | --- |
| Brasil    | Nhất bảng | 5 tháng 9 năm 2005  | 17 (tất cả) (1930, 1934, 1938, 1950, 1954, 1958, 1962, 1966, 1970, 1974, 1978, 1982, 1986, 1990, 1994, 1998, 2002) |
| Argentina | Nhì bảng  | 8 tháng 6 năm 2005  | 13 (1930, 1934, 1958, 1962, 1966, 1974, 1978, 1982, 1986, 1990, 1994, 1998, 2002)                                  |
| Ecuador   | Hạng ba   | 8 tháng 10 năm 2005 | 1 (2002) |
| Paraguay  | Hạng tư   | 8 tháng 10 năm 2005 | 6 (1930, 1950, 1958, 1986, 1998, 2002)                                                                             |

1 In đậm chỉ năm vô địch. In nghiêng chỉ năm là nước chủ nhà.

## Cầu thủ ghi bàn
Có 236 bàn thắng được ghi trong 92 trận đấu (bao gồm 2 trận play-off liên lục địa), trung bình 2,57 bàn thắng/trận.
10 bàn
- Ronaldo

7 bàn
- Hernán Crespo
- José Cardozo
- Jefferson Farfán

6 bàn
- Adriano
- Diego Forlán
- Ruberth Morán

5 bàn
- Joaquín Botero
- José Alfredo Castillo
- Kaká
- Agustín Delgado
- Edison Méndez
- Javier Chevantón

4 bàn
- Ronaldinho
- Juan Pablo Ángel
- Roque Santa Cruz
- Nolberto Solano
- Juan Arango

3 bàn
- Pablo Aimar
- Luciano Figueroa
- Juan Román Riquelme
- Mauricio Pinilla
- Tressor Moreno
- Luis Gabriel Rey
- Antonio Valencia
- Carlos Gamarra
- Carlos Humberto Paredes
- Marcelo Zalayeta
- Giancarlo Maldonado

2 bàn
- Juan Pablo Sorín
- Luis Cristaldo
- Limberg Gutiérrez
- Roberto Carlos
- Robinho
- Luis Fuentes
- Luis Antonio Jiménez
- Milovan Mirošević
- Reinaldo Navia
- Freddy Grisales
- Frankie Oviedo
- Víctor Pacheco
- John Restrepo
- Elkin Soto
- Marlon Ayoví
- Ulises de la Cruz
- Paolo Guerrero
- Andrés Mendoza
- Jorge Soto
- Carlos Bueno
- José Torrealba
- Gabriel Urdaneta

1 bàn
- Fabricio Coloccini
- Andrés D'Alessandro
- César Delgado
- Luciano Galletti
- Kily González
- Lucho González
- Mauro Rosales
- Javier Saviola
- Javier Zanetti
- Julio César Baldivieso
- Gonzalo Galindo
- Roger Suárez
- Doyle Vaca
- Joselito Vaca
- Emerson
- Juan
- Luís Fabiano
- Juninho
- Rivaldo
- Zé Roberto
- Mark González
- Sebastián González
- Rodrigo Meléndez
- Arturo Norambuena
- Ricardo Francisco Rojas
- Marcelo Salas
- Moisés Villarroel
- Martín Arzuaga
- Sergio Herrera
- Edixon Perea Valencia
- Mario Yepes
- Giovanny Espinoza
- Iván Kaviedes
- Christian Lara
- Franklin Salas
- Carlos Tenorio
- Julio César Cáceres
- Diego Gavilán
- Gustavo Morínigo
- Jorge Martín Núñez
- Nelson Valdez
- Salvador Cabañas
- Santiago Acasiete
- Claudio Pizarro
- Gustavo Vassallo
- Nelson Abeijon
- Paolo Montero
- Álvaro Recoba
- Mario Regueiro
- Cristian Rodríguez
- Darío Rodríguez
- Adrián Romero
- Héctor González
- José Manuel Rey
- Leonel Vielma

1 own goal
- Hermán Solíz (against Ecuador)
- Gilberto Silva (against Uruguay)
- Luis Guadalupe (against Argentina)
- Alejandro Cichero (against Bolivia)
- José Manuel Rey (against Argentina)